# Single numer jeden w roku 1977 (Japonia)
Notowanie Weekly Singles Chart (jap. 週間シングルチャート Shūkan Shinguru Chāto) przedstawia najlepiej sprzedające się single w Japonii. Publikowane jest ono przez magazyn Oricon Style, a dane kompletowane są przez Oricon w oparciu o cotygodniowe wyniki sprzedaży fizycznej singli. Poniżej znajdują się tabele prezentujące najpopularniejsze single w danych tygodniach w roku 1977.

## Oricon Weekly Singles Chart
| Data            | Utwór                                                  | Wykonawca                     | Źródło |
| --------------- | ------------------------------------------------------ | ----------------------------- | ------ |
| 3 stycznia      | „Kita no yadokara” (jap. 北の宿から)                   | Harumi Miyako                 | [ 1 ]  |
| 10 stycznia     | „Kita no yadokara” (jap. 北の宿から)                   | Harumi Miyako                 | [ 1 ]  |
| 17 stycznia     | „Seishun jidai” (jap. 青春時代)                        | Morita Kōichi to Top Gallants | [ 1 ]  |
| 24 stycznia     | „Seishun jidai” (jap. 青春時代)                        | Morita Kōichi to Top Gallants | [ 1 ]  |
| 31 stycznia     | „Seishun jidai” (jap. 青春時代)                        | Morita Kōichi to Top Gallants | [ 1 ]  |
| 7 lutego        | „Seishun jidai” (jap. 青春時代)                        | Morita Kōichi to Top Gallants | [ 1 ]  |
| 14 lutego       | „S.O.S.”                                               | Pink Lady                     | [ 1 ]  |
| 21 lutego       | „Shitsuren Restaurant” (jap. 失恋レストラン)           | Kentarō Shimizu               | [ 1 ]  |
| 28 lutego       | „Shitsuren Restaurant” (jap. 失恋レストラン)           | Kentarō Shimizu               | [ 1 ]  |
| 7 marca         | „Shitsuren Restaurant” (jap. 失恋レストラン)           | Kentarō Shimizu               | [ 1 ]  |
| 14 marca        | „Shitsuren Restaurant” (jap. 失恋レストラン)           | Kentarō Shimizu               | [ 1 ]  |
| 21 marca        | „Shitsuren Restaurant” (jap. 失恋レストラン)           | Kentarō Shimizu               | [ 1 ]  |
| 28 marca        | „Carmen '77” (jap. カルメン'77)                        | Pink Lady                     | [ 1 ]  |
| 4 kwietnia      | „Carmen '77” (jap. カルメン'77)                        | Pink Lady                     | [ 1 ]  |
| 11 kwietnia     | „Carmen '77” (jap. カルメン'77)                        | Pink Lady                     | [ 1 ]  |
| 18 kwietnia     | „Carmen '77” (jap. カルメン'77)                        | Pink Lady                     | [ 1 ]  |
| 25 kwietnia     | „Carmen '77” (jap. カルメン'77)                        | Pink Lady                     | [ 1 ]  |
| 2 maja          | „Kaeranai/Koibito yo” (jap. 帰らない/恋人よ)           | Kentarō Shimizu               | [ 1 ]  |
| 9 maja          | „Kaeranai/Koibito yo” (jap. 帰らない/恋人よ)           | Kentarō Shimizu               | [ 1 ]  |
| 16 maja         | „Yumesaki an'nainin” (jap. 夢先案内人)                 | Momoe Yamaguchi               | [ 1 ]  |
| 23 maja         | „Amayadori” (jap. 雨やどり)                            | Masashi Sada                  | [ 1 ]  |
| 29 maja         | „Amayadori” (jap. 雨やどり)                            | Masashi Sada                  | [ 1 ]  |
| 6 czerwca       | „Amayadori” (jap. 雨やどり)                            | Masashi Sada                  | [ 1 ]  |
| 13 czerwca      | „Amayadori” (jap. 雨やどり)                            | Masashi Sada                  | [ 1 ]  |
| 20 czerwca      | „Katte ni shiyagare” (jap. 勝手にしやがれ)             | Kenji Sawada                  | [ 1 ]  |
| 27 czerwca      | „Nagisa no Sindbad” (jap. 渚のシンドバッド)            | Pink Lady                     | [ 1 ]  |
| 4 lipca         | „Nagisa no Sindbad” (jap. 渚のシンドバッド)            | Pink Lady                     | [ 1 ]  |
| 11 lipca        | „Nagisa no Sindbad” (jap. 渚のシンドバッド)            | Pink Lady                     | [ 1 ]  |
| 18 lipca        | „Katte ni shiyagare”                                   | Kenji Sawada                  | [ 1 ]  |
| 25 lipca        | „Katte ni shiyagare”                                   | Kenji Sawada                  | [ 1 ]  |
| 1 sierpnia      | „Katte ni shiyagare”                                   | Kenji Sawada                  | [ 1 ]  |
| 8 sierpnia      | „Katte ni shiyagare”                                   | Kenji Sawada                  | [ 1 ]  |
| 15 sierpnia     | „Nagisa no Sindbad” (jap. 渚のシンドバッド)            | Pink Lady                     | [ 1 ]  |
| 22 sierpnia     | „Nagisa no Sindbad” (jap. 渚のシンドバッド)            | Pink Lady                     | [ 1 ]  |
| 29 sierpnia     | „Nagisa no Sindbad” (jap. 渚のシンドバッド)            | Pink Lady                     | [ 1 ]  |
| 5 września      | „Nagisa no Sindbad” (jap. 渚のシンドバッド)            | Pink Lady                     | [ 1 ]  |
| 12 września     | „Nagisa no Sindbad” (jap. 渚のシンドバッド)            | Pink Lady                     | [ 1 ]  |
| 19 września     | „Wanted (Shimei tehai)” (jap. ウォンテッド (指名手配)) | Pink Lady                     | [ 1 ]  |
| 26 września     | „Wanted (Shimei tehai)” (jap. ウォンテッド (指名手配)) | Pink Lady                     | [ 1 ]  |
| 3 października  | „Wanted (Shimei tehai)” (jap. ウォンテッド (指名手配)) | Pink Lady                     | [ 1 ]  |
| 10 października | „Wanted (Shimei tehai)” (jap. ウォンテッド (指名手配)) | Pink Lady                     | [ 1 ]  |
| 17 października | „Wanted (Shimei tehai)” (jap. ウォンテッド (指名手配)) | Pink Lady                     | [ 1 ]  |
| 24 października | „Wanted (Shimei tehai)” (jap. ウォンテッド (指名手配)) | Pink Lady                     | [ 1 ]  |
| 31 października | „Wanted (Shimei tehai)” (jap. ウォンテッド (指名手配)) | Pink Lady                     | [ 1 ]  |
| 7 listopada     | „Wanted (Shimei tehai)” (jap. ウォンテッド (指名手配)) | Pink Lady                     | [ 1 ]  |
| 14 listopada    | „Wanted (Shimei tehai)” (jap. ウォンテッド (指名手配)) | Pink Lady                     | [ 1 ]  |
| 21 listopada    | „Wanted (Shimei tehai)” (jap. ウォンテッド (指名手配)) | Pink Lady                     | [ 1 ]  |
| 28 listopada    | „Wanted (Shimei tehai)” (jap. ウォンテッド (指名手配)) | Pink Lady                     | [ 1 ]  |
| 5 grudnia       | „Wanted (Shimei tehai)” (jap. ウォンテッド (指名手配)) | Pink Lady                     | [ 1 ]  |
| 12 grudnia      | „Wakareuta” (jap. わかれうた)                          | Miyuki Nakajima               | [ 1 ]  |
| 19 grudnia      | „UFO”                                                  | Pink Lady                     | [ 1 ]  |
| 26 grudnia      | „UFO”                                                  | Pink Lady                     | [ 1 ]  |